# I took up the runes
I took up the runes is een studioalbum van Jan Garbarek. Het betekende een terugkeer naar meer jazz, zonder de volksmuziek uit het oog te verliezen. Hij nam het album op in de Rainbow Studio onder leiding van Jan Erik Kongshaug.

## Musici
- Jan Garbarek – sopraansaxofoon, tenorsaxofoon
- Rainer Brüninghaus – piano
- Eberhard Weber – bas
- Nana Vasconcelos – percussie
- Manu Katché – slagwerk

Met
- Bugge Wesseltoft – synthesizer
- Ingor Ánte Áilo Gaup - zang

## Muziek
| Nr. | Titel                                           | Duur |
| --- | ----------------------------------------------- | ---- |
| 1.  | Gula gula (Mari Boine Persen, Garbarek)         | 5:55 |
| 2.  | Molde canticle, part 1 (Garbarek)               | 5:13 |
| 3.  | Molde canticle, part 2 (Garbarek)               | 5:43 |
| 4.  | Molde canticle, part 3 (Garbarek)               | 9:54 |
| 5.  | Molde canticle, part 4 (Garbarek)               | 5:10 |
| 6.  | Molde canticle, part 5 (Garbarek)               | 6:06 |
| 7.  | His eyes were suns (trad. joik, Garbarek)       | 6:04 |
| 8.  | I took up the runes (Garbarek)                  | 5:24 |
| 9.  | Bueno hora, Buenos vientos (Garbarek)           | 8:51 |
| 10. | Rahkki Sruvvis (Ingor Ánte Áilo Gaup, Garbarek) | 2:26 |